# 向仲怀
向仲怀（1937年7月3日—），男，汉族，重庆武隆人，中国蚕学遗传育种专家。

## 生平
1958年毕业于西南农学院。后担任西南农业大学教授。1995年当选为中国工程院院士。